# محمد صابر صابر
استاد محمد صابر صابر (متولد ۱۳۲۴ در سقز) هنرمند خوشنویس اهل کردستان و از موسسین انجمن خوشنویسان کردستان در سنندج بود که دارای نشان درجه یک هنری از انجمن خوشنویسان ایران بود. وی در سال ۱۳۹۸ درگذشت.

## زندگینامه
محمدصابر صابر از اساتید پر آوازه خوشنویسی کردستان و متولد شهر سقز بود که در سال ۱۳۵۱ از انستیتوی هنر تهران فارغ التحصیل شد و در سال ۱۳۶۱ با همراهی استاد مهدی کمالی کردستانی، استاد شیخ‌الاسلامی و استاد معروفی دفتر انجمن خوشنویسان کردستان را در سنندج دایر کردند و از سال ۱۳۶۴ تا ۱۳۷۵ به مدت ۱۱ سال مسئولیت انجمن خوشنویسان کردستان را بر عهده داشت. در سال ۱۳۶۸ موفق به اخذ مدرک فوق ممتاز خوشنویسی و در سال ۱۳۷۴ مدرک درجه ۲ هنری به او اعطا شد. 
تعلیم هنر خوشنویسی در انجمن خوشنویسان برای سالیان متمادی، تدریس در رشته هنر در کردستان و آذربایجان غربی، فراهم سازی زمینه معرفی هنرمندان در رشته‌های مختلف هنری، تربیت ده‌ها هنرمند خوشنویس در سطوح ممتاز و فوق ممتاز و کتابت ده ها اثر فاخر خوشنویسی حاصل سال‌ها تلاش استاد محمد صابر صابر بود که موجب محبوبیت و شهرت خاص او در میان مردم شد.
انجمن خوشنویسان ایران در نخستین کنگره بین‌المللی مشاهیر کُرد که ۱۱ و ۱۲ تیرماه ۱۳۹۸ در سنندج برگزار شد نشان درجه یک هنری را به استاد محمد صابر صابر تقدیم کرد. این نشان درجه یک هنری برابر درجه استاد تمامی خوشنویسی بود و از آنجا که استاد صابر در بیمارستان بستری بود، همسرش برای دریافت آن دعوت شد.
سرانجام استاد صابری که با بیماری سرطان دست و پنجه نرم می‌کرد، صبح روز سه شنبه ۲۵ تیرماه ۱۳۹۸ بعد از مدتها جدال با بیماری در بیمارستان کوثر سنندج جان به جان آفرین تسلیم کردو با بدرقه جمع کثیری از مردم کردستان در بهشت محمدی سنندج به خاک سپرده شد.